# Taganga
Taganga es un centro poblado ubicado en la Localidad II (Histórica - Rodrigo de Bastidas) del Distrito de Santa Marta (Colombia). Está compuesto por un poblado a orillas de la bahía del mismo nombre cuya actividad tradicional ha sido la pesca, aunque recientemente el turismo ha cobrado una gran preeminencia. El acceso es posible por carretera desde el centro de Santa Marta.

## Toponimia
Tiene dos acepciones; según la primera, significa “serranía de las serpientes”, derivada de los vocablos indígenas que en la cultura alzaría son Ta-gunmy donde “Ta” significa cerro y “Gunmy” culebra o serpiente. Ello tendría su asidero en razón de en que los cerros que la circundan, abundaban muchos animales de esta especie.
La segunda tiene que ver con la etimología de la palabra indígena donde “Ta” es un entrante y “Ganga” es el mar, lo cual significaría lugar o sitio donde se adentra el mar.

## Historia

### Autogobierno y cosmovisión
La comunidad tribal aparece en América cuando el hombre deja ser nómada para convertirse en sedentario, la tribu aparece principalmente como una organización de tipo comunitario en la cual se nota inmediatamente la carencia de una elite que gobierne. 
Esto quiere decir que las sociedades tribales no cuentan con alguna forma de organización interna sino que simplemente no existe el cargo de autoridad tribal, la comunidad misma de acuerdo con sus necesidades toma sus decisiones en consenso y siempre son guiados hacia el bien común. 
En este periodo en Taganga la situación era la siguiente: Sectorización en los roles que desempeñan los caciques, pues aunque son denominados caciques no es periodo de cacicazgo en razón de que la jerarquía estaba basada en la experiencia puesto que conforman un consejo de ancianos; esto lo reafirma Marshall Sahlins cuando dice: “Algunas sociedades tribales están jerarquizadas pero ninguna es una sociedad de clases”; entonces el cacique Dumbira desempeñaba un rol en este sector, era custodio del agua que consumía la comunidad, Biyuca desempeñaba la función de protección al medio ambiente pues anunciaba las lluvias y tempestades, Dimaruca tenía la función de un capitán de puerto y Donkarinca era el depositario de la religión, pues estaba situado sobre la línea negra en el punto de pegamento, todos ellos se reunían en el centro ceremonial a tomar decisiones como en un consejo de ancianos presidido por Dibijuca que residía en una playa aledaña al parque Tairona; estas reuniones se realizaban en el centro ceremonial que se localizaba donde hoy se encuentra la iglesia y a él conducían caminos empedrados, unos de los cuales partía desde donde hoy se localiza la planta piloto de la facultad de ingeniería pesquera de la Universidad del Magdalena, otro de esos caminos subsistió hasta el siglo pasado y era llamado el camino de los perdomos el cual partía desde la calle contigua a la iglesia y terminaba en el sector de Dumaruca, muy cerca del mar.

### Periodo de Conquista
Quedó establecido que al llegar los españoles encontraron pueblos comarcanos a Santa Marta, entre ellos TAGANGA. La historia cuenta que la tribu Taganga fue gran colaboradora del conquistador Rodrigo de Bastidas; Antonio Julián en su libro “La perla de América” nos trae la siguiente cita:

"Entraron en esta provincia y la reconocieron luego poblada de diversas gentes y naciones nunca antes vistas, nunca oídas y nunca imaginadas: unas de menos y otras de más dura cerviz. Estaban entonces los indios Gairas y Taganga que luego dieron la mano a los españoles y constantes se mantuvieron ellos en paz… Las primeras naciones de tierra firme que se rindieron voluntarios a las armas de España y abrazaron la religión cristiana fueron la de los Gairas y la de los Tagangas inmediato a la misma ciudad de Santa Marta."

Nos confirma lo anterior la hospitalidad que los Taganga ofrecieron a Bastidas, sirviéndoles incluso de guías que entre estos y los conquistadores no hubo confrontaciones violentas a excepción de lo que relata el cronista de indias Juan de Castellanos quien llegó a estas tierras alrededor de 1534 y recorrió las costas septentrionales entre Santa Marta y el Cabo de la Vela con Pedro de Ursua. Relata Castellanos: 

“En una ocasión Pedro de Ursua envió a sus soldados a Taganga, robaron la mujer del cacique local, llevándola a la fuerza a Santa Marta, en el camino los indios de Taganga atacaron a los españoles causando la muerte de varios de ellos.”

### Periodo Colonial
En el periodo de la gobernación de la provincia de Santa Marta por Luis de Rojas, encontramos el episodio del fortín de Bonda en 1575. 
Luis de Rojas tenía cierto interés en acusar a sus oficiales de haber estado secretamente aliados con los indios de Bonda y de ser los verdaderos iniciadores de la rebelión; para probar este hecho hizo traer varios indios de Taganga, población que no había tomado parte en la revuelta y trató de persuadirlos para que declarasen que los oficiales habían sido autores intelectuales de la insurrección. Los indios sin embargo se negaron a declarar, causando la furia del gobernador, quien maltrató a un principal de ellos a palo y lo amenazó violentamente. 
En su declaración los indios Tagangas dijeron que no tenían culpa ni los había mandado Francisco González de Castro ni Ballesteros, estos dos eran residenciados y fugitivos de Santa Marta; Francisco González de Castro se hizo famoso porque había sido condenado a muerte por el gobernador Luis de Rojas, declarándose en guerra permanente.
En 1611 fue nombrado gobernador y capitán general de la provincia de Santa Marta, Riohacha y las pesquerías, Diego Fernández de Argote y Córdoba. Es el tiempo de la encomienda, y por cédula del 22 de junio de 1625 le ordenó el rey de España al gobernador que cada año hiciera una relación de las mercedes que hicieran en su real nombre así como una lista de las encomiendas que haya en la provincia con especificaciones del número de indios que la componen, las sumas en fue están tasados y en que especies las han de pagar.
Como en la provincia no había oficios ni cargos que pudieran dar los gobernadores y solo podían repartir encomiendas por dos vidas, el gobernador iba dando las que vacaban con la condición de que en el término de cuatro años habían de traer sus dueños aprobación de su majestad. Para esta época Taganga constituye una encomienda junto a masinguita y Bodaca con un número de 48 indígenas útiles que estaban tasando en 800 ducados. Se cree que inicialmente Taganga fue una encomienda perlera y de pescado, a razón de que en la boca del fuerte San Antonio había un banco de perlas, el fuerte de San Antonio estaba situado en la eminencia de una colina de las cuatro en que se dividen las abras de Santa Ana, fue construido por el gobernador Juan Beltrán de Caicedo en 1719, con el fin de ayudar con su fuego a la defensa, por la parte interior de la bahía de Santa Marta hiciese resistencia por la exterior a las embarcaciones que intentasen entrar por la ensenada de Taganga, cuya boca domina alcanzando su cañón al cabo de la aguja.
La razón máxima que obligó al gobernador Caicedo para la construcción de este fuerte, fue haberse informado que en esta ensenada de Taganga había un copioso ostral de perlas y criaderos de coral y receló el gobernador que la codicia de las naciones lo arrojase a su buceo y padeciese la ciudad algunas hostilidades. 
El Alférez José Nicolás de la Rosa en su libro Floresta de la Santa iglesia catedral de Santa Marta dice: 

“con este pretexto fortaleció aquella colina, que como dominante de la boca de la ensenada pudiese defender estos intentos y asegurar de paso aquel tesoro que según se tiene entendido es grande, por no haberse jamás desflorado, según el orden explicado en la parroquia del río del hacha, han de ser estas perlas de taganga de mejor calidad y más subido oriente que las de aquellas costas pues si en ellas se exceden las de los ostrales que más se arriman al occidente, este está mucho más que todos ellos, la ensenada hondable y virgen el ostral cuyas circunstancias son premisas innegables de su riqueza..”

En este periodo se produce un alto índice de mortalidad entre los indígenas de Taganga, la razón fue el buceo de las perlas. Ernesto Restrepo tirado en la historia de la provincia de Santa Marta nos hace su semblanza de lo que vivían los indígenas con el buceo de las perlas en el siguiente relato: 

" En los puntos donde ya los negros habían dicho no hallar ostrales, los hacía sondear y detrás de cada esclavo, consumía un indio para convencerse de que el negro decía la verdad."

En este periodo de la colonia existe una carta fechada por el año 1761, en la cual los naturales de Taganga presentan ante el virrey Messía de la Zerda todo un memorial de agravios, por el maltrato que vienen recibiendo el gobernador de la provincia de Santa Marta Don Gregorio de Rosales Troncoso y Osórez, caballero de Santiago y capitán de los reales ejércitos del rey; la carta relata lo siguiente: 

" los indios que aquí diremos, nosotros los naturales del pueblo de Taganga de esta jurisdicción de Santa Marta, como humildes ajados y los tantos trabajos para alivio de ello ocurrimos a la caridad y amparo de su excelencia, haciéndolos presentes y son: Señor excelentísimo; que el gobernador de esta dicha ciudad; Don Gregorio de Rosales con la voz de servicio de nuestro rey y señor natural nos han hecho trabajar en unas vigías que se han hecho desde ese día, el día último de pascua de resurrección hasta la ante víspera del corpus, que según nuestra tarifa fueron 37 días, y por este trabajo nos dieron a 14 reales y medio a cada uno y fuimos los siguientes: Gaspar Ventura y Alfonso de Aritama, Martín y Marcelino Matos, Jacinto Roque, Diego Balles, Nicolás Guerra, Regalado Perdomo Crisanto y su hermano Blas que con todo somos once hombres, después de esto nos hicieron caminar y llevar las astas de bandera para dichas vigías, y cabo para palas asaderas, calabazos y demás para el trabajo de esta raza; después de esto a cada uno de nosotros y a todos demás naturales de esta ciudad nos han hecho traer media arroba de majagua que vale cuatro reales, con otros varios trabajos como ir a coger por dos veces los negros del rey, que se huyeron y esto sin habernos libertado de demoras ni darnos más que dichos 14.5 reales con lo que tuvimos que buscar medio real más que los dichos 14 para alcabalar a dos pesos y pagar la demora del medio año, y estos trabajos con tal rigor del excelentísimo capitán el mestizo Manuel Vásquez, que hasta enfermo nos hacia trabajar, padeciendo de hambre con nuestras familias, y cuando decíamos alguna cosa nos ajaba, apaleaba, y amenazaba con el morro, dicho capitán diciendo que esa era la orden del gobernador con quien tenia mucha amistad y estrechez, así por que la tiene de capitán, por que estos trabajos que nos ha hecho hacer le dieron cuatro pesos. Excelentísimo señor es la verdad la que por persona desinteresada y justa podrá su excelencia justificar cuando quisiere y la que aquí no podíamos hablar, por que seriamos presos, apaleados y azotados, por lo que ocurrimos a la caridad y amparo de su excelencia para que como nuestro padre justo, por nuestro rey y señor natural nos ampare y defienda, nos haga pagar nuestro trabajo y el alimento de nuestras mujeres y familias como así se lo suplicamos a su excelencia y lo esperamos de su pecho y grandeza.."

En este periodo colonial se da un hecho curioso en Taganga, que se contrapone al origen y desarrollo de sus apellidos autóctonos, pues en censo de 1743, el CACIQUE se llama MANUEL NÚÑEZ y el Alcalde de la Aldea se llama JUAN ANTONIO ZIGARRO. Muy a pesar de existir el apellido NÚÑEZ en Taganga, para esa época este no se registra como nativo; este hecho nos obliga a llegar a una conclusión, y a una conjetura: Como conclusión tenemos que aparece formalmente el periodo de Cacicazgo; según ELMAN SERVICE, la mayoría de los Cacicazgos se originaron donde ocurrieron importantes intercambios regionales y el consiguiente aumento de la especialización local, suponemos que el intercambio que se daba con Mamatoco, pudo llevar a que un Indígena descendiente de la Tribu Mamatoco, fuese también Cacique en Taganga, en razón a que en algún periodo de la historia el curato de la doctrina de San Francisco de Taganga estuvo anexado al de San Jerónimo de Mamatoco, el apellido ZIGARRO desaparece al igual que el de ARITAMA, VALLES y VENTURA, las extinción de estos apellidos nos da la dimensión del exterminio que causó en nuestra población la Encomienda; para 1837 el encargado del Curato de Taganga ANDRES GONZALEZ dice que solo existen en esta población 198 almas y 30 casas pajizas. Lo anterior tiene ocurrencia 3 años después del terremoto del 22 de mayo de 1834, que destruyó la ermita de Barro y Teja de la que estaba construida la iglesia. Aquí termina ese gran periodo de la Historia de Taganga.

### Periodo Republicano
El periodo Republicano propiamente dicho se marca con el acaecimiento del Terremoto del 22 de mayo de 1834, la iglesia es reconstruida a estancia del regidor, quien convoca a los habitantes de la Aldea Indígena, su reconstrucción se hace en 4 meses; la arquitectura es eminentemente republicana, con una nave principal, en el ala izquierda se ubica la pila bautismal, mientras que en la parte posterior del altar se encuentra una nave orientada en sentido sur-norte habilitada como sacristía, en donde se guardan los vasos y todos los paramentos sagrados; la construcción en su fachada remata con una torre donde su ubica su campanario, de allí pendían 3 campanas de bronce sólido que daban un sonido armonioso a la vez que convocaba a los fieles, manifestaba la alegría del domingo o de la celebración de una fiesta patronal.
En la reconstrucción de la iglesia nace la primera forma asociativa en Taganga pues de la unión que hacen los Tagangueros para ello se forma la primera institución con carácter comunal y solidaria que daría luego nacimiento a la JUNTA DE PADRES DE FAMILIA, que se encarga de defender las tierras de SAN ANTONIO DE BONITO GORDO (Taganga) y las égidas de ARRECIFES y CAÑAVERAL, año 1873. Muchos episodios comprende este periodo: Como el del cólera asiático 1849 – 1850, la disputa con el General JOSE MARIA VIECCO por los terrenos de ARRECIFES Y CAÑAVERAL, la construcción del cementerio católico el 1934 en la Administración de MIGUEL ANTONIO ZÚÑIGA como Alcalde de Santa Marta, la consagración de CONCE MATOS como baluarte en la Guerra de los Mil Días, la Institución de la parte del Santo, y el liderazgo de JUAN FRANCISCO PERDOMO; el periodo de corregiduría de ROMAN MANIGUA su longevidad, la sucesión de ISMAEL MANIGUA como depositario de los títulos de SAN ANTONIO DE BONITO GORDO y de ARRECIFES y CAÑAVERAL.

### Siglo XX

#### Conflicto progreso y soberanía
Con la división políticoadministrativa de Colombia en departamentos, municipios, corregimientos y veredas, le corresponde a Taganga la categoría de corregimiento con un inspector nombrado por el alcalde, quien regula el reparto de las tierras que son propiedad comunal. En este periodo se construye la carretera a taganga en 1956, siendo el alcalde de Santa Marta Alfredo Riascos Labarcés y presidente Gustavo Rojas Pinilla. Antes se había hecho el intento de abrir la carretera a pico y pala por el antiguo camino del Fraile. 

#### Agresión al pueblo de Taganga
El 5 de abril de 1953 se dio el enfrentamiento de civiles tagangeros con autoridades policiales pasada la media noche y en el cual resultaron asesinados un civil y un policía, lo que llenó de ira a las autoridades y al amanecer a bordo de lanchas y barcos, sometieron a todos los hombres, sacándolos a la fuerza de sus hogares, transportándolos a la bahía de Santa Marta y los pusieron a caminar de rodillas por la bahía; fueron liberados al día siguiente por intervención de un alto mando del ejército, Román Guerrero, el cual era tagangero.

#### Carretera, progreso y conflicto
Es un periodo fructífero para la comunidad, pues una vez abierta la carretera el progreso estaba a la vuelta de la esquina, así se construye el puesto de salud, llega la planta eléctrica y toda la infraestructura para la luz por primera vez el pueblo. Se construye el acueducto (1964), el transporte se hace en carros mixtos (Chivas), llegan los teléfonos, la televisión las radiolas, nacen muchas entidades cívicas que le dan vigor al desarrollo (La cooperativa de pescadores), bienestar estudiantil, Asociación de profesionales, se crea el colegio de bachillerato (1985) se le da impulso a la vivienda de interés social con muy pocos proyectos adelantados, se establecen los primeros hoteles. Taganga hoy por hoy es un sitio muy turístico y muy visitado por personas del extranjero, gracias a sus hermosas playas y sus hermosos paisajes.

#### Perímetro urbano e identidad
El alcalde Hugo Gnecco Arregocés, establece que el perímetro urbano de Santa Marta comienza en Taganga y termina en el puente del doctor, luego el acuerdo 011 en la administración de Edgardo Vives Campo que ordena a Taganga hacer parte de la comuna de pescaito y los almendros cercenándole temporalmente su calidad de corregimiento hasta el gobierno del alcalde Jaime Solano Jimeno quien restablece por decreto el estatus de corregimiento como iniciativa para la reconciliación y reivindicación del pueblo de Taganga en su lucha sempiterna por su identidad y soberanía como pueblo ancestral.

## Economía

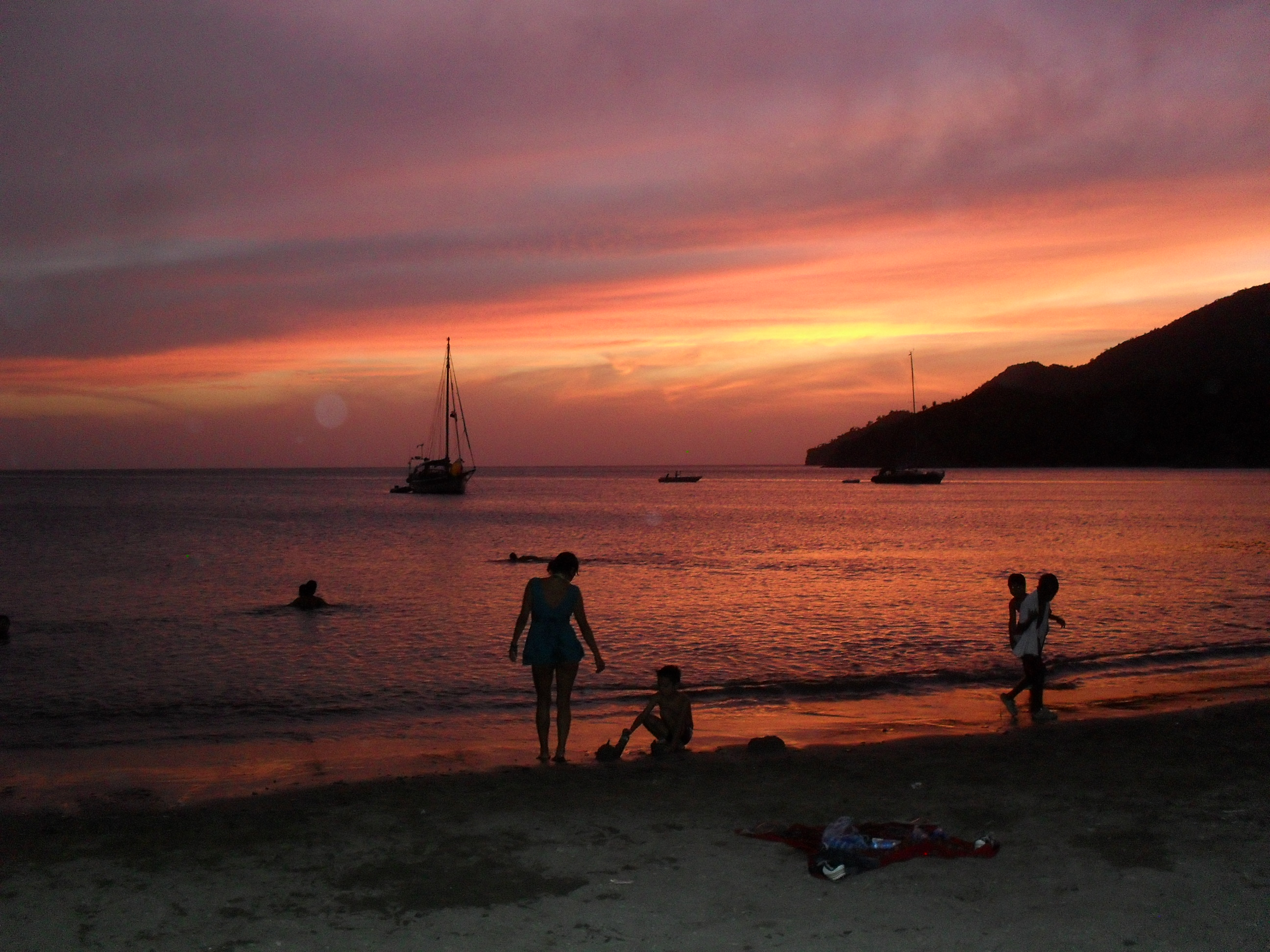
Atardecer en Taganga.

La economía de Taganga se basa primordialmente en la pesca artesanal, actividad de la que dependen la mayoría de sus habitantes la cual es realizada bajo un sistema organizativo de clanes o familias, existe una asociación de pescadores donde se definen las reglas de convivencia y se reparten y alternan el uso de las distintas pequeñas ensenadas donde ejecutan sus labores de pesca. Por lo común, el dueño de la red (conocida como trasmayo o chinchorro) es dueño del 50% de lo recolectado en el día y son las mujeres las encargadas de la comercialización de lo capturado y por ende, de la administración del dinero. El día transcurre de acuerdo con las rutinas que va marcando la pesca. En la mañana a eso de la 4:30, los pescadores salen a su trabajo, la mayoría en pequeñas barcas de madera conocidas como cayucos impulsados por remos de madera, llamadas canaletes, y se pasan todo el día pescando y trayendo sus productos, a esto se le puede llamar como faena de pesca.
El segundo medio de ingresos para la población nativa o residente en Taganga es el turismo. Taganga es reconocida por sus paisajes y por servir de puerto de partida a turistas que desean arribar al Parque nacional natural Tayrona desde el mar en pequeñas embarcaciones que salen desde la bahía de Taganga en un recorrido excepcional que atraviesa y recorre un gran número de ensenadas, pequeñas puntas, morros e islotes a lo largo de toda la franja continental de la costa de Santa Marta. También se destaca por sus reconocidas escuelas de buceo, hostales, hoteles y restaurantes muchos en su gran mayoría de propiedad de foráneos, comúnmente extranjeros que han encontrado en Taganga el lugar ideal para el emprendimiento de diversos proyectos de negocio sin mucha competencia local. Taganga concentra la mayoría de empresas que prestan servicios de buceo o snorkeling de la región. Escuelas de buceo, almacenes de equipo de bucear, oficinas de turismo acuático, embarcaciones, lanchas para rentar, y varios servicios de buceo se encuentran en la ciudad. Posee varios restaurantes especializados en la comida de mar, destacándose el pargo rojo y la mojarra como las especies más apetecidas por los comensales; pero también ofrecen platos como cócteles de mariscos, langostas y especialidades en frutos del mar.
Además de la hermosura de la región, la cordialidad del taganguero hace que muchos foranos que van en plan de fin de semana se enamoren del lugar y decidan quedarse. Lo cual visto desde otra perspectiva hace de Taganga un pequeño caserío con una pluriculturidad impresionante, donde colombianos del interior, europeos, asiáticos,  australianos y visitantes de medio oriente convivan todos en un mismo lugar.
Hoy en día, Taganga está considerado como un punto de encuentro de mochileros y viajeros de todas nacionalidades por lo tanto existen una cantidad importante de hostales. Los franceses implementaron en Taganga, la tradición francesa de hotelería de alta calidad. El primer hotel de Taganga fue creado por una francesa, el hotel Ballena Azul. Siguieron, manejado también por franceses, en la hotelería de mochileros y viajeros, los hostales La Casa de Felipe y Hostales Divanga, los cuales siguen siendo precursores en este tipo de hospedaje. Generan muchos empleos en el corregimiento de Taganga y representan el modelo de responsabilidad social impulsado por el gobierno colombiano en el espíritu de colaboración colombo-francesa.

## Buceo en Taganga

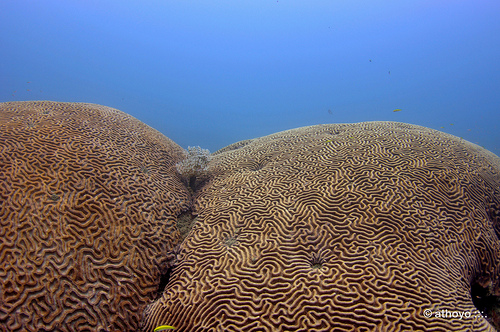
Coral Cerebro - Parque Tayrona - Colombia

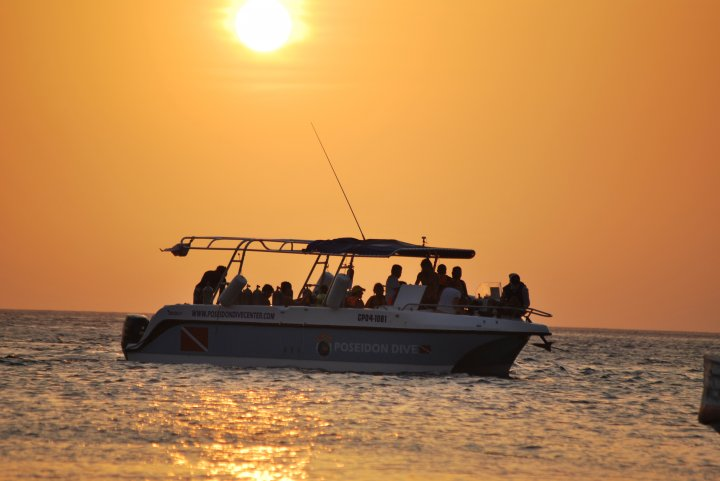
Bote de Buceo, Poseidon Dive

Taganga se considera el principal sitio para la práctica de buceo autónomo en el Caribe Colombiano, famoso por sus arrecifes de coral, promete paisajes encantadores y gran variedad de fauna y flora marina. Desde Taganga operan una gran cantidad de centros de buceo en su gran mayoría regidos bajo el estándar internacional de PADI.  Los sitios de buceo, se encuentran localizados dentro del parque natural Tayrona, siendo los más populares aquellos alrededor de la Isla Aguja; sin embargo solo algunos operadores logran una operación más allá de la isla, donde se pueden encontrar aguas más cristalinas y mejor variedad de peces. Existe también la posibilidad de embarcarse en safaris de buceo, que incluyen una noche dentro del parque.